# Siegfried Krug (Maueropfer)
Siegfried Krug (* 22. Juli 1939 in Stettin; † 6. Juli 1968 in Berlin) war ein westdeutsches Todesopfer an der Berliner Mauer. Er wurde in Ost-Berlin auf dem Pariser Platz vor dem Brandenburger Tor von Angehörigen der Grenztruppen der DDR erschossen.

## Leben
Krug war als Kind mit seiner Familie aus Stettin vertrieben worden. Er ließ sich 1961 als Starkstromelektriker in Erfurt nieder. Noch vor dem Bau der Mauer verließ er die DDR über West-Berlin. Er ging erst nach Marburg, dann nach Frankfurt am Main. Dort verlobte er sich.
Am 6. Juli reiste er kurz vor seiner Hochzeit mit einer anderen Frau nach Berlin. Seine Verlobte verließ er mit der Nachricht, dass er noch etwas zu erledigen habe. Er wüsste noch nicht, wann er zurückkehren würde. Gegenüber seiner Schwester kündigte er an, nicht heiraten, sondern für längere Zeit verschwinden zu wollen.
Krug reiste über den Grenzübergang am Bahnhof Friedrichstraße mit der S-Bahn in die DDR ein. Nach einer Stunde erreichte er per Taxi den zehn Minuten entfernten Pariser Platz. Er ging mit einem weißen Aktenkoffer mit 1100 D-Mark in großer Stückelung zu Fuß in das abgesperrte Grenzgebiet am Pariser Platz vor dem Brandenburger Tor, laut Zeugenaussage eines Grenzpostens, weil er zum (nicht zugänglichen) Brandenburger Tor wolle. Auf eine Warnschusssalve und Warnungen von drei Angehörigen der DDR-Grenztruppen reagierte Krug nicht, ging stattdessen ungerührt zwischen bewaffneten Posten hindurch. Auf neuerliche Warnschüsse hin kehrte er schließlich um und näherte er sich dem damals 20-jährigen Grenzposten Paul H. Dessen Aufrufe, stehenzubleiben, ignorierte Krug, woraufhin H. aus etwa drei Metern Entfernung das Feuer eröffnete. Alle drei verschossenen Kugeln trafen Krug, unter anderem in die Brust und den Bauch. Er wurde gegen 19:40 Uhr in das Krankenhaus der Volkspolizei gebracht, wo er gegen 20:55 Uhr seinen Verletzungen erlag.
Im Westen wurde der Vorfall bemerkt, Krug jedoch für einen ostdeutschen Flüchtling gehalten. Weder seine Verlobte in der Bundesrepublik Deutschland, noch seine in Marburg lebende Schwester wurden von den Behörden der DDR über den Vorfall benachrichtigt. Krug galt als verschollen und seine Angehörigen hofften weiterhin auf seine Rückkehr. Sie erfuhren erst 1991 von den Vorgängen. Dem Schützen wird erst 1992 bei einer polizeilichen Vernehmung mitgeteilt, dass er einen Menschen getötet habe. In einem Mauerschützenprozess wurde er 1993 zu zwei Jahren auf Bewährung verurteilt.